# Steve Brotherdale
Stephen Arthur Brotherdale (Heathcote Gardens, Romiley, Mánchester, Inglaterra, c. 1958) es un baterista inactivo, quien tocó en tres bandas de Mánchester durante la época de la escena punk ocurrida en esa ciudad, a finales de la década de 1970: Warsaw (luego Joy Division, y de ahí New Order), The Panik y V2.

## Biografía
En junio de 1977 se unió a la banda punk y post-punk Warsaw, compuesta por Ian Curtis en la voz, Bernard Albrecht (luego Sumner) en la guitarra y Peter Hook en el bajo eléctrico. Aunque su estilo en la batería fue apreciado por la banda, nunca encajó con sus miembros, quienes decidieron echarlo en agosto, a solo dos meses de su inclusión. Durante su estadía con ellos, Brotherdale realizó algunas presentaciones en vivo y grabó un material compuesto por maquetas, llamado The Warsaw Demo, que llegó a ser lanzado en un álbum recopilatorio de la banda, llamada homónimamente como ésta.
Después de ser echado, Stephen Morris tomó su lugar y quedó como el baterista definitivo de la banda, que poco después cambió de nombre a Joy Division, y pocos años después, tras la muerte de Ian Curtis, a New Order, que cambió al género electrónico synth pop.
Mientras estaba en Warsaw, Brotherdale se unió a The Panik, otra banda punk de Mánchester, con la que sacó un sencillo. Brotherdale invitó a Ian Curtis a cantar para la banda, pero éste decidió seguir con Warsaw. Luego se unió a la banda de glam punk V2.